# Robert Atzorn
Robert Atzorn né le 2 février 1945 à Połczyn-Zdrój est un acteur allemand.

## Filmographie

### Films et téléfilms
- 1980 : De la vie des marionnettes (Aus dem Leben der Marionetten) (TV)
- 1982 : Stella
- 1982 : Un cas pour deux : Jochen Esswein (Saison 2, épisode 8 : Drôle d'associé)
- 1983 : Krimistunde
- 1983 : Das schöne Ende dieser Welt
- 1984 : Déjà vu, oder Die gebändigte Geliebte
- 1984 : Don Carlos
- 1984 : Morgen in Alabama de Norbert Kückelmann
- 1984 : Das schöne Ende dieser Welt
- 1984 : Die Wannseekonferenz
- 1986 : Kolping
- 1989 : Der Spatzenmörder
- 1989 : Killer kennen keine Furcht
- 1990 : Ich will leben
- 1990 : Korczak
- 1990 : Gesucht wird Rikki Forster
- 1993 : Der Betrogene
- 1993 : Ein Mann für meine Frau
- 1995 : Zu Fuß und ohne Geld
- 1995 : Ein Herz für Laura
- 1996 : Herzen im Sturm
- 1997 : Der Prinzgemahl
- 1998 : Freiwild
- 1999 : Ein Mann steht auf
- 1999 : Ich bin kein Mann für eine Frau
- 2000 : Wo ist mein Sohn? (Dov'è mio figlio)
- 2000 : Der Weg des Herzens (Qualcuno da amare)
- 2000 : Ein Mann gibt nicht auf
- 2001 : Jenseits der Liebe
- 2002 : Nicht ohne deine Liebe
- 2002 : Wer liebt, hat Recht
- 2002 : Tanners letzte Chance
- 2003 : Die Frau des Architekten
- 2004 : Le Commando (Das Kommando) (TV)
- 2004 : Embrasse-moi, Chancelier (Küss mich, Kanzler) (TV)
- 2006 : Afrika, mon amour (Dreiteiler)
- 2008 : Mein Mann, der Trinker
- 2008 : Im Gehege
- 2010 : Bis nichts mehr bleibt
- 2010 : Das Glück ist eine Katze
- 2010 : Zimtstern und Halbmond
- 2011 : Nord Nord Mord
- 2011 : La Vallée tranquille (Stilles Tal) (TV)
- 2012 : Terra X – Expedition in die Südsee. Georg Foster
- 2012 : Der Fall Jakob von Metzler
- 2013 : Un secret bien enfoui (Tod in den Bergen) (TV)

### Séries
- 1981: Inspecteur Derrick – La sixième allumette (ép. 85, Das sechste Streichholz)
- 1981: Inspecteur Derrick - La morte du lac (ép. 88, Tod im See)
- 1982: Inspecteur Derrick – L'alibi (ép. 95, Das Alibi)
- 1985: Glücklich geschieden...
- 1985: Tatort – Der Mord danach
- 1985: Oliver Maass
- 1985: Die Schwarzwaldklinik – Der Versager/Die fromme Lüge
- 1986: Die Wächter
- 1986−1987: Stahlkammer Zürich
- 1987: Inspecteur Derrick − Folie (ép.151, Absoluter Wahnsinn)
- 1987: Inspecteur Derrick – L'affaire Goos (ép. 158, Mordfall Goos)
- 1988: Oh Gott, Herr Pfarrer
- 1989: Das Milliardenspiel
- 1990: Hotel Paradies
- 1990: Le Renard : Usse Wissmuth (saison 14, épisode 4 : Le calibre 38)
- 1991: Berlin Lady
- 1992−1999: Unser Lehrer Doktor Specht
- 1994: Tatort – Tatort: Bienzle und das Narrenspiel|Bienzle und das Narrenspiel
- 1997−2000/2009: Der Kapitän
- 2002: Die Affäre Semmeling
- 2005: Kanzleramt
- 2001−2008: Tatort
  - 2001 − Exil!
  - 2001 − Hasard!
  - 2002 − Der Passagier
  - 2002 − Undercover
  - 2003 − Harte Hunde
  - 2003 − Mietsache
  - 2004 − Todes-Bande
  - 2004 − Verlorene Töchter
  - 2005 − Ein Glücksgefühl
  - 2005 − Im Alleingang
  - 2006 − Feuerkämpfer
  - 2006 − Schattenspiele
  - 2007 − Liebeshunger
  - 2007 − Investigativ
  - 2008 − Und tschüss
  - 2010 - Unsterblich schön